# Poul Henningsen
Poul Henningsen, in Denemarken bekend als PH, (Ordrup, 9 september 1894 - Hillerød, 31 januari 1967) was een Deens architect, ontwerper, schrijver en criticus. Hij werd buiten Denemarken hoofdzakelijk bekend door de armaturen die hij ontwierp voor verlichtingsproducent Louis Poulsen. In Denemarken werd Henningsen ook bekend door zijn kritische opvattingen over cultuur en democratie. 

## Jeugd en opleiding
Poul Henningsen werd geboren op 9 september 1894 in Ordrup. Hij was de zoon van de Deense schrijfster Agnes Kathinka Malling Andersen, beter bekend als Agnes Henningsen. Zijn moeder was getrouwd met Mads Henningsen, maar de schrijver Carl Ewald was Pouls biologische vader. Henningsen had twee oudere zussen en een broer. Mads Henningsen vertrok in 1895 naar de Verenigde Staten en liet zijn gezin achter in Denemarken. Vervolgens trok Poul Henningsen samen met zijn moeder tijdelijk in bij Carl Ewald en diens echtgenote. Zijn broer en zussen gingen bij familie in Fredericia inwonen.

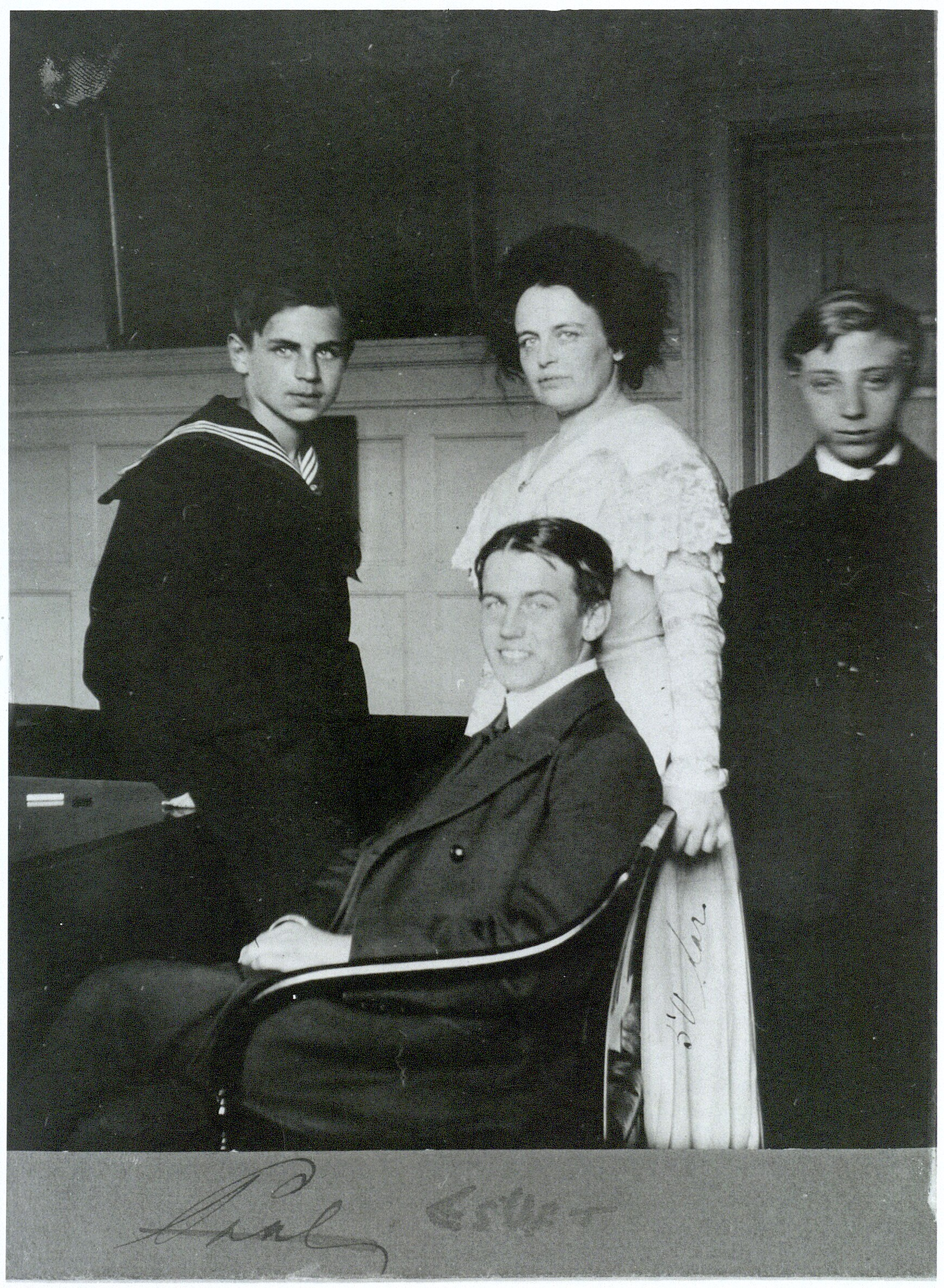
Poul Henningsen (links) met zijn broer Tage, moeder Agnes en een onbekend persoon.

Henningsen ging daarna inwonen bij een pleeggezin in Vordingborg. Zijn pleegvader was meubelmaker Carl Hansen. Hier leerde hij gereedschappen gebruiken, wat leidde tot enkele uitvindingen. Op driejarige leeftijd kreeg Henningsen een eigen werkbank. Toen Henningsen zestien jaar oud was ontving hij de Hielmstierne-Rosencrones-beurs voor uitvinders voor een zelfrijdende fiets die hij had ontworpen.
Na het afronden van de middelbare school in 1911 bezocht Henningsen de Technische school waar hij bouwtechniek ging studeren, maar maakte de overstap naar de opleiding tot werktuigbouwkundig ingenieur. In 1914 werd hij toegelaten tot de Polytechnische Hogeschool. Na drie semesters keerde Henningsen terug naar de Technische school om architectuur te studeren. In deze periode hield hij zich naast zijn studie bezig met schilderkunst. In 1917 stopte hij met zijn opleiding aan de Technische school zonder een diploma behaald te hebben.

## Loopbaan

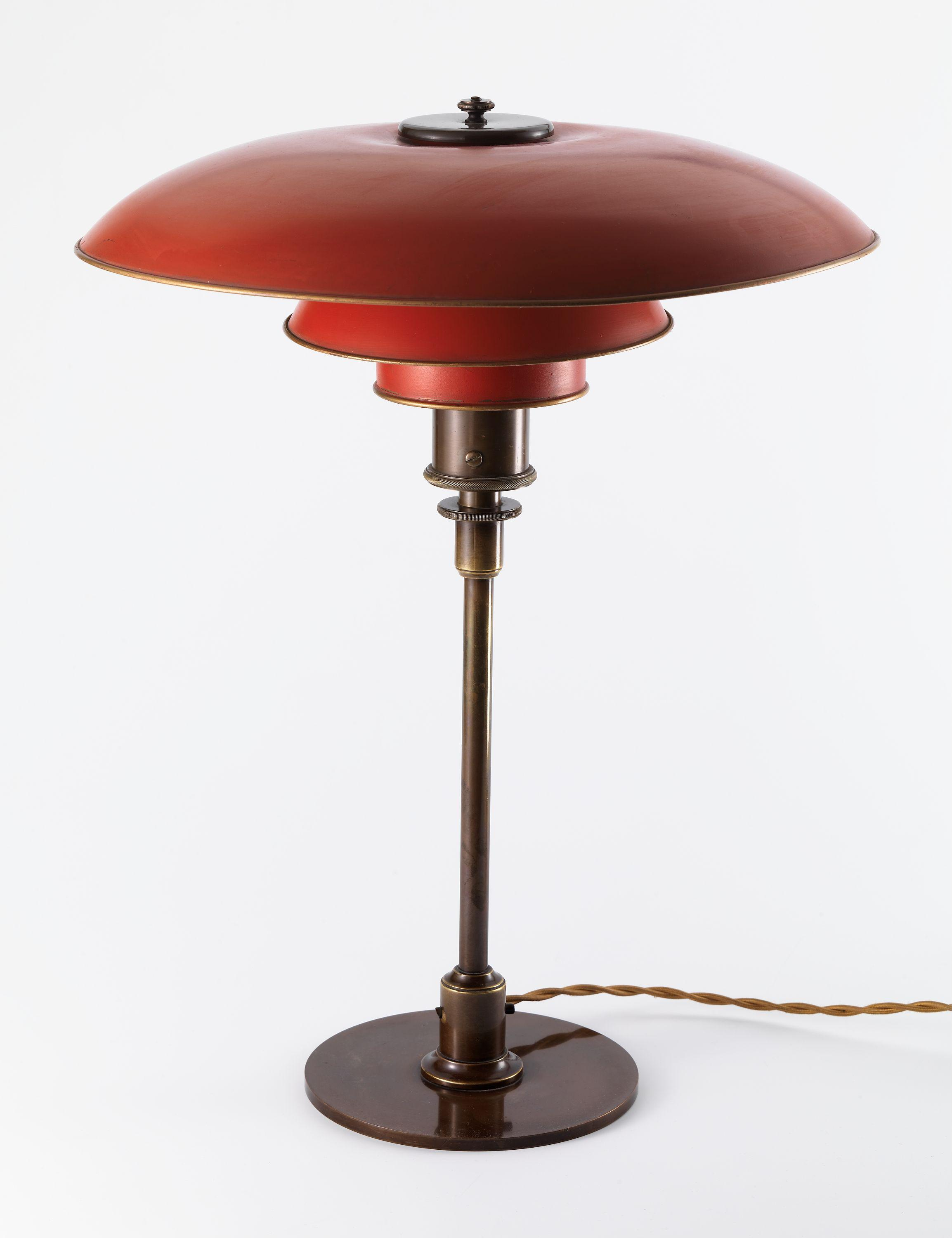
PH-tafellamp (1936)

In 1917 startte hij met een baan als kunstcriticus bij het kunsttijdschrift Vor Tid ("Onze tijd"). Henningsen was in tegenstelling tot vele anderen een liefhebber van het kubisme en expressionisme, waardoor hij datzelfde jaar tevens aangenomen werd als criticus bij het kunsttijdsschrift Klingen ("Het zwaard"). Door Henningsens invloed kreeg het tijdschrift een bredere focus en een fanatieker imago. Henningsen schuwde niet om kritiek te geven op de Koninklijke Deense Kunstacademie en die een "verouderd instituut" te noemen. Daarnaast schreef Henningsen over filosofie en de invloed die moderne uitvindingen konden hebben op de samenleving.
In 1919 ging Henningsen een samenwerking aan met architect Kay Fisker en startte hij met het ontwerpen van lampen. Henningsen nam deel aan een ontwerpwedstrijd van de Deense verlichtingsfabrikant Louis Poulsen. Het doel van de wedstrijd was het creëren van een ontwerp dat getoond kon worden tijdens de Wereldtentoonstelling van Parijs in 1925. Dit leidde tot de creatie van de PH-armatuur. Dit ontwerp was een reactie op het naar zijn mening te felle licht dat geproduceerd werd door elektrische lampen. De armatuur zorgde ervoor dat de schittering van het licht werd gereduceerd en het licht niet enkel als een bundel naar beneden scheen, maar ook door de kamer werd verspreid. Voor zijn ontwerp won hij een gouden medaille op de Wereldtentoonstelling. In 2006 werden de PH-armaturen onderdeel van de Deense culturele canon (Kulturkanonen). Door het grote succes van de armatuur had Henningsen een hoog genoeg inkomen om zich meer te richten op zijn werk als criticus en daarnaast ook als auteur van educatieve werken. Zijn werken hadden een grote invloed op het moderne Deense design.
Vanaf 1921 werd hij medewerker van het dagblad Politiken en de goedkope uitgave daarvan, Ekstra Bladet, waarin hij schreef over architectuur en woningbouw. Voor Henningsen was het belangrijk de sociale kant van architectuur te benadrukken. Daarnaast schreef hij over stadsplanning en over sociale en culturele problematieken in Kopenhagen en de directe omgeving. De korte-termijnbeslissingen die de lokale overheden namen waren veelvuldig onderwerp van de stukken van Henningsen.
Tussen 1926 en 1928 publiceerde Henningsen samen met onder meer de Deense architecten Edvard Heiberg en Thorkild Henningsen het tijdschrift Kritisk Revy ("Kritische beoordeling"). Dit tijdschrift stond aan de basis van de ontwikkeling van nieuwe democratische idealen in de woningbouw en de kunstindustrie. De kritische stukken van het tijdschrift hadden invloed op vele domeinen waaronder de kunst, het onderwijs, het gezinsleven, religie, vrouwen en seksualiteit. De opvattingen van het tijdschrift waren zeer links georiënteerd. Hoewel Henningsen interesse had in het communisme, is hij nooit lid geworden van een communistische partij.
Als ontwerper was Henningsen een tegenstander van elke vorm van modernisme die niet als doel had bij te dragen tot functionaliteit en sociale vooruitgang. Hij was een voorstander van het idee dat ieder persoon recht had op een goed ontworpen en functionele omgeving. Henningsen was van mening dat ontwerpen niet kunstzinnig, maar functionalistisch moesten zijn. Ontwerpen die niet werkelijk functionalistisch waren, maar waren ontworpen met het oog op modetrends, noemde hij 'funkis'. In 1919 ontwierp hij op vijfentwintigjarige leeftijd zijn eerste houten meubelen. Hoewel Henningsen zeer kritisch was op ontwerpen met metalen buisframes van de in deze periode populaire Bauhausstroming, die hij omschreef als 'kil' en 'ongezellig', maakte hij enkele ontwerpen die tevens gebruik maakte van metalen buisframes. Veel van de meubelontwerpen die Henningsen maakte werden echter niet in productie genomen. In 1930 ontwierp Henningsen, in navolging van Kaare Klint, een vleugelpiano. De PH-vleugel is een opengewerkt model waardoor de mechanismen aan de binnenzijden te zien zijn. Het instrument werd in de jaren dertig beschouwd als zeer vooruitstrevend.
Aan het einde van de jaren twintig en dertig schreef Henningsen enkele revues. De liederen die hij hiervoor schreef werden zeer bekende evergreens. In diezelfde periode schreef hij proza met kritische teksten. Tussen 1933 en 1935 werkte Henningsen in opdracht van het Deense Ministerie van Buitenlandse Zaken aan een film over Denemarken die in 1935 werd getoond op de Wereldtentoonstelling in Brussel. Henningsen en zijn film kregen in eigen land veel kritiek. Zo zou Denemarken te communistisch zijn gepresenteerd en werd de film begeleid door "moderne negermuziek". Er werden enkele kritische opmerkingen en scènes uit de film geschrapt, en de jazzmuziek werd vervangen door Deense klassiekers. Later werd de film erkend als een van de belangrijkste films in de Deense filmgeschiedenis.
In 1933 publiceerde hij het werk Hvad med Kulturen? ("Hoe zit het met de cultuur?") waarin hij kritiek uitte op de sociaaldemocratische cultuurpolitiek. Henningsen was fel antinazistisch en vreesde dat Denemarken dezelfde koers zou varen als nazi-Duitsland met betrekking tot de artistieke vrijheid. In 1935 richtte hij de antifascistische organisatie Frisindet kulturkamp ("Vrijgevochten culturele strijd") op. Van 1935 tot en met 1939 gaf de organisatie het tijdschrift Kulturkampen ("De culturele strijd") uit, waarvoor Henningsen vele artikelen schreef. Dit leidde ertoe dat hij in 1938 werd ontslagen door de krant Politiken.

## PH huis

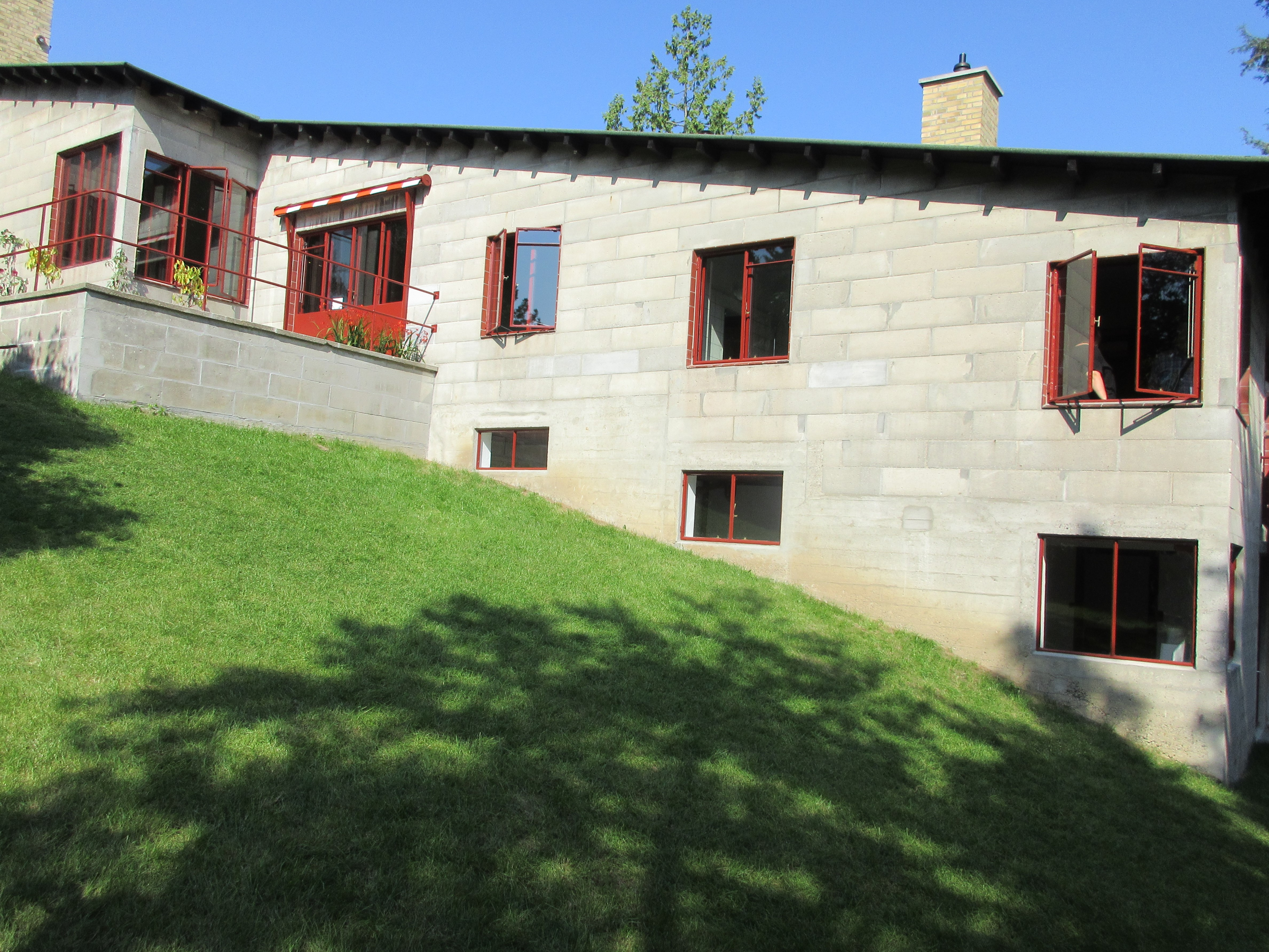
PH huis

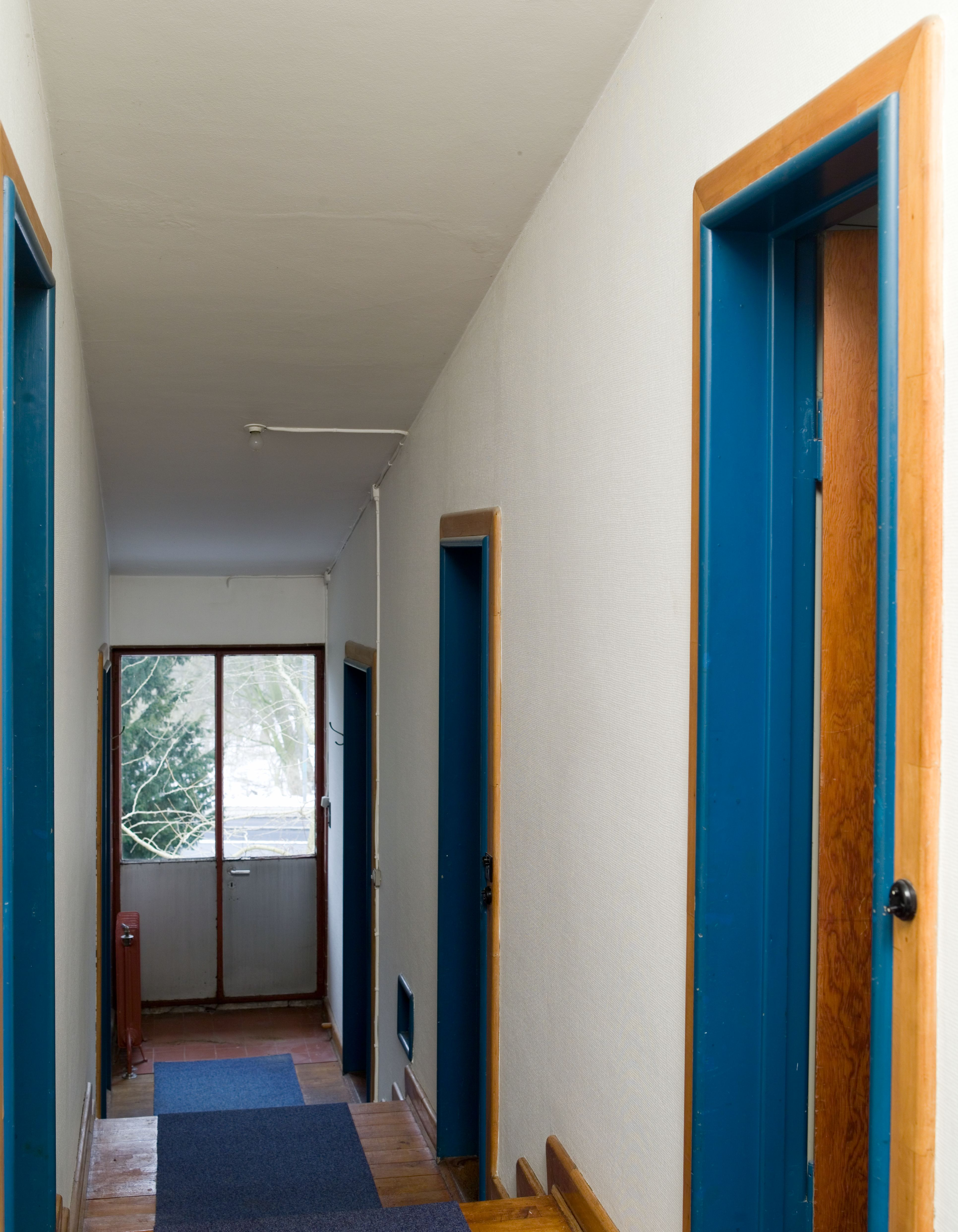
Gang in het huis

Henningsen had in diezelfde periode een huis ontworpen voor zijn gezin dat in 1937 werd afgerond. Doordat er gebruik werd gemaakt van eenvoudige, geprefabriceerde materialen zoals betonblokken, duurde de bouw van het huis slechts negen maanden. Betonblokken waren in 1931 uitgevonden en het huis van Henningsen was de eerste woning die volledig gebouwd was uit betonblokken. Door de eenvoud probeerde Henningsen zich met zijn ontwerp te distantiëren van villa's van de burgerij. In plaats daarvan paste zijn ontwerp beter bij het Scandinavisch functionalisme.
Het huis aan de Brogårdsvej 72 in Gentofte had in vergelijking met andere huizen in deze periode, een ongewone bouwstijl. Het huis werd gebouwd op een perceel van Jens Møller-Jensen die als eis had gesteld dat zijn uitzicht op het moerasgebied Brobæk Mose en het meer van Gentofte niet belemmerd werd. Het deel van het perceel waar het huis stond was sterk hellend met een hoogteverschil van acht meter, waardoor het huis veel trappen heeft. Henningsen zei hierover dat het "huis de nadelen van een huis met twee verdiepingen combineert met de nadelen van een huis met één verdieping".
Het huis was zo ontworpen dat er een balans ontstond tussen gezelligheid en onafhankelijkheid. Volgens Henningsen moesten de bewoners van het huis een absolute vrijheid kunnen ervaren: het huis was ontworpen om de bewoner te dienen en was puur functionalistisch. Zijn kinderen hadden een eigen kamer en elke gebruiker van het huis, inclusief het personeel, had een eigen ingang. In tegenstelling tot klassiekere woningontwerpen had het huis van Henningsen geen formele en privéruimtes: vele ruimtes hadden meerdere functies.
Voor Henningsen was de vormgeving van ondergeschikt belang en hij grapte dat hij het "lelijkste huis van Gentofte" wilde bouwen. De technische aspecten van het huis werden ontworpen door architect Viggo Møller-Jensen, de zoon van de eigenaar van het perceel.
Sinds 1995 is het huis een monument en in 2014 werd het huis volledig gerenoveerd.

## Tweede Wereldoorlog
Tijdens de Tweede Wereldoorlog was Henningsen werkzaam voor het bedrijfsblad LP-Nyt dat werd uitgegeven door lampenproducent Louis Poulsen. In 1941 was Henningsen de architect van Tivoli in Kopenhagen. Voor Tivoli ontwierp hij onder meer een theater en enkele fonteinen. Daarnaast was hij verantwoordelijk voor het ontwerp van armaturen in het park. Het licht van de armaturen was van bovenaf niet zichtbaar voor vliegtuigen, waardoor deze tot 's nachts aan konden blijven.
Tijdens de oorlogsjaren schreef Henningsen enkele antinazistische liederen, waaronder Man binder os på mund og hånd ("We zijn met handen en voeten gebonden"). In 1943 vluchtte Henningsen naar het neutraal gebleven Zweden. In Zweden was hij werkzaam als docent en journalist. In zijn journalistieke stukken schreef Henningsen over zijn verwachtingen voor de naoorlogse situatie. Na de oorlog keerde Henningsen terug naar Denemarken waar hij door zijn kritische uitlatingen het aan de stok kreeg met voormalige Deense verzetsstrijders. Henningsen had een uitgesproken mening over de maatregelen die genomen werden tegen personen die tijdens de oorlogsjaren hadden meegewerkt met de bezetter of hadden geprofiteerd van de omstandigheden. Dit had als gevolg dat Henningsen ervan beticht werd nazisympathieën te hebben. Ook tijdens de Koude Oorlog sprak Henningsen zich uit over de politieke situatie. 

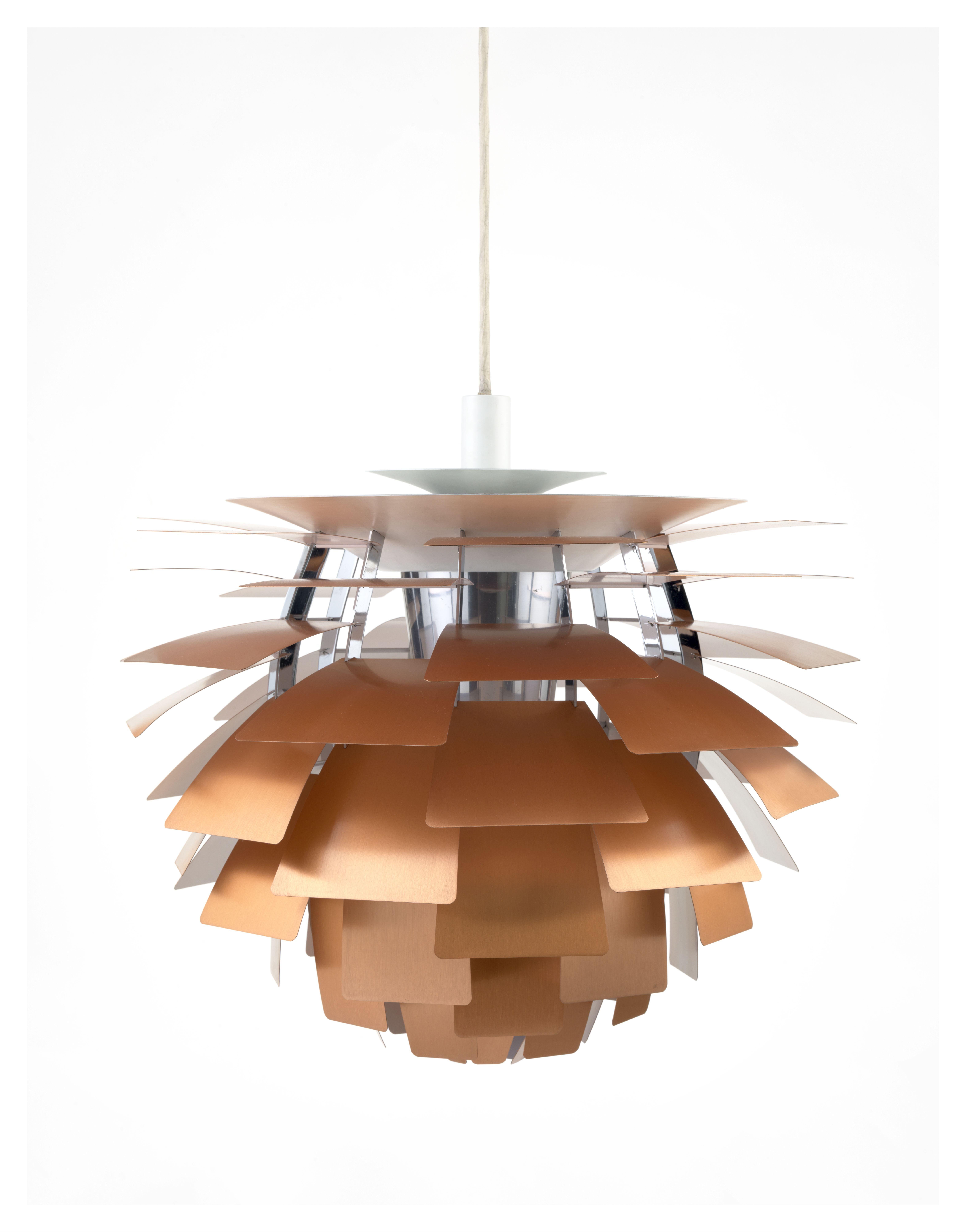
PH Kogle (1958)

## Naoorlogse jaren
In 1947 werd Henningsen werkzaam voor de krant Information waar hij tot 1950 bleef werken. In 1950 werd hij medewerker van de Sociaaldemocratische partij. Naast zijn werk voor de politieke partij schreef hij opnieuw enkele revues. Daarnaast bracht hij in tussen 1956 en 1962 een reeks prentenboeken met een erotisch thema uit, die hij samen met acteur en schrijver Ove Brusendorff had geschreven.
In 1958 werd Henningsen gevraagd voor het ontwerpen van een lamp voor een restaurant Langeliniepavillonen in Kopenhagen. Dit leidde tot het ontwerp van de PH Kogle. De lamp wordt ook wel de PH Artichoke (artisjok) genoemd vanwege de vorm, al verwijst de Deense naam naar een kegelvrucht.
In 1960 keerde Henningsen terug naar dagblad Politiken waar hij in 1938 ontslagen was. In 1960 werd hij tevens werkzaam voor het internationale tijdschrift Mobilia. Vanaf 1964 werd hij werkzaam als redacteur bij het Deense consumententijdschrift Tænk ("Denken") waar hij een standpunt innam tegen het consumentisme en de entertainmentindustrie. Henningsen was van mening dat de ontwikkeling van de welvaartsstaat nauwelijks had geleid tot meer culturele democratie. In 1964 schreef hij Kunsten og samfundet ("Kunst en samenleving") dat gebruikt werd op scholen. In dit boek lichtte Henningsen zijn democratische visie op cultuur toe. Pas in de laatste jaren van zijn leven werden zijn ideeën rond culturele democratie meer geaccepteerd.

## Overlijden en nalatenschap
Henningsen overleed op 31 januari 1967 in het ziekenhuis van Hillerød. Zijn as werd uitgestrooid door het Medisch Anatomisch Instituut op een onbekende plaats.
In zijn overlijdensjaar werd de PH-prijs geïnitieerd. Deze werd jaarlijks op 9 september uitgereikt aan personen die zich hebben ingezet op het gebied van architectuur, kunst, muziek of theater. In 1987 werd de prijs voor het laatst uitgereikt.
De Poul Henningsens Plads in het stadsdeel Østerbro in Kopenhagen werd naar Henningsen vernoemd.

## Privé

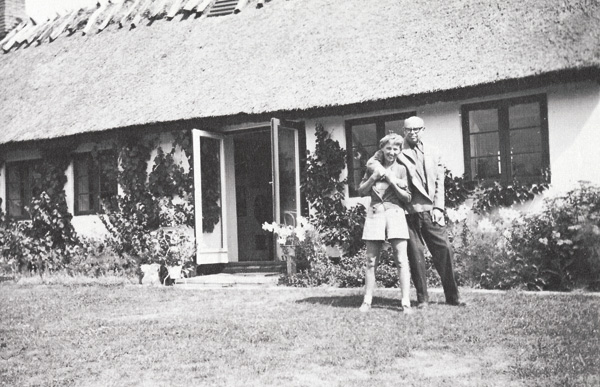
Poul en Inger Henningsen voor hun huis.

Henningsen was twee keer getrouwd. Zijn eerste huwelijk was met Else Strøyberg met wie hij op 10 juni 1919 in Kopenhagen trouwde. Zij gingen in 1942 uit elkaar. Op 31 maart 1943 trouwde hij voor de tweede keer, dit maal met Inger Andersen. 
Henningsen had drie kinderen: Berta Henningsen, architect Simon P. Henningsen (1920−1974) en psycholoog en seksuoloog Sten Hegeler (1923-2021). Sten Hegeler werd geboren uit een affaire die Henningsen had met de moeder van Hegeler.

## Werken (selectie)

### Revues
- Paa Ho'det (1929)
- Kvindernes Oprør (1931)
- Pæn og Høflig (1932)
- Paa Halen (1932)
- Op og ned med Jeppe (1938)
- Kom frit frem (1948)
- Een verden (1948)
- Almindeligt (1950)
- Fandens oldemor (1951)
- Springende vers (1951)
- Alvorlig sjov (1953)
- Kort sagt (1955)
- Livas regeringstid (1952)

### Liederen en gedichten
- Tag og kys det hele fra mig (1923)
- Ølhunden (1929)
- Sproget (1936)
- Byens Lys (1937)
- Naa (1937)
- Man binder os på mund og hånd (1940)

### Boeken en publicaties
- Hvad med Kulturen? (1933)
- PHs dragebog (1955)
- Kærlighedens billedbog I-IV (1956-1960) in samenwerking met Ove Brusendorff
- Erotik for millioner (1957) in samenwerking met Ove Brusendorff
- Erotikens historie (1961-1962) in samenwerking met Ove Brusendorff
- Kunsten og samfundet (1964)

## Galerij

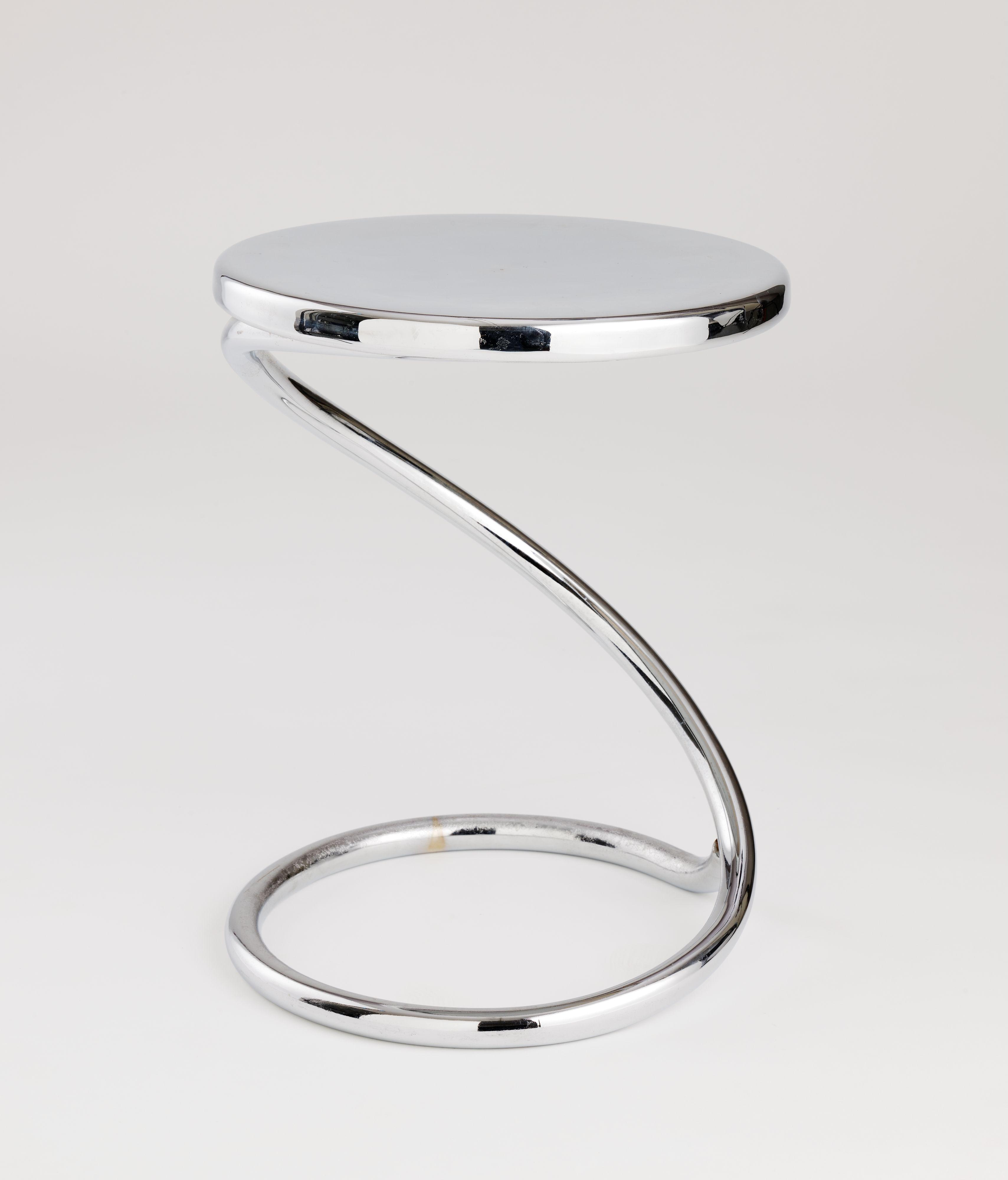
Slangenkruk (1932)
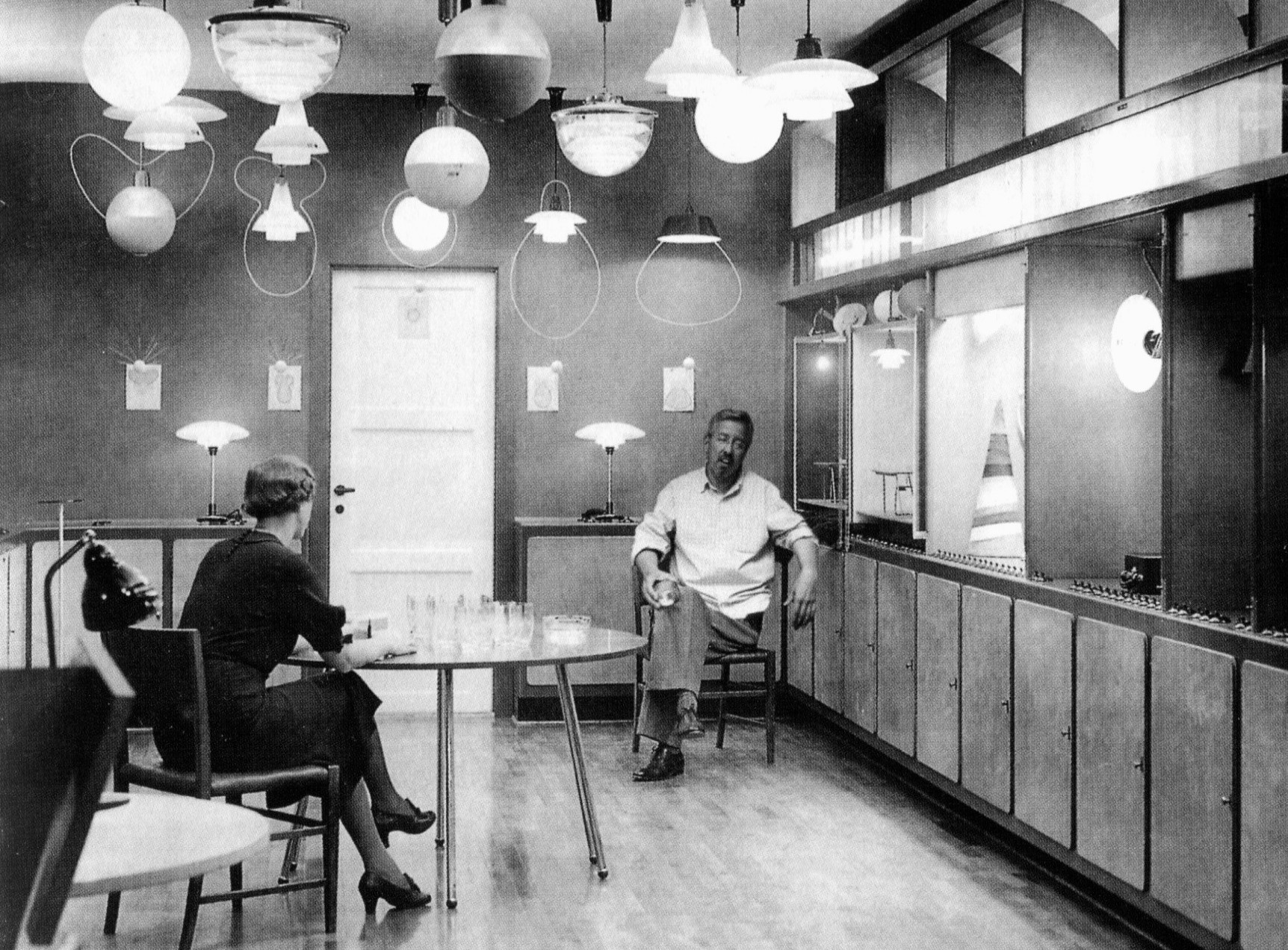
Toonzaal met lampen van Henningsen voor verlichtingsfabrikant Louis Poulsen (1939)
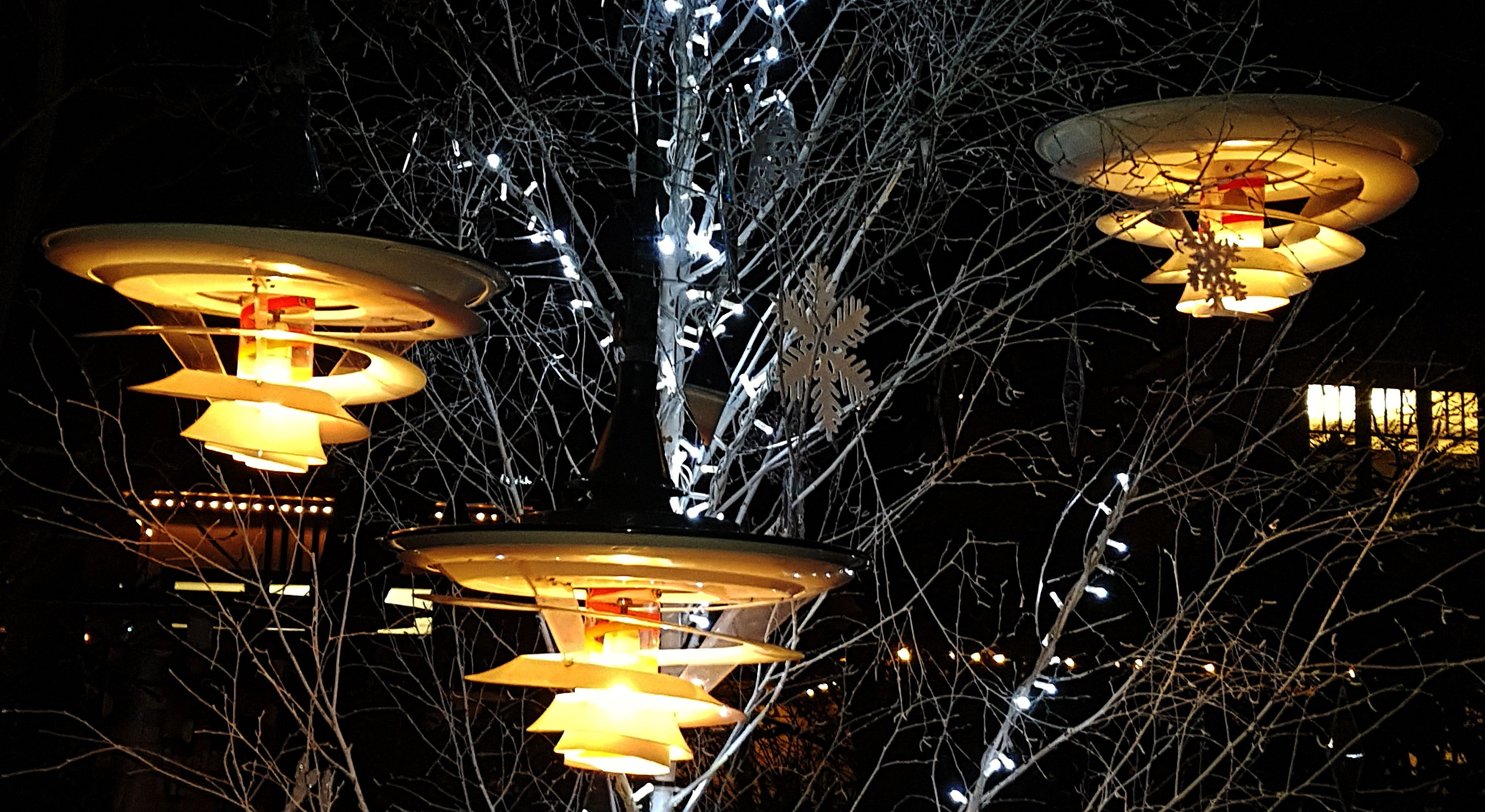
Tivoli lamp (1940)
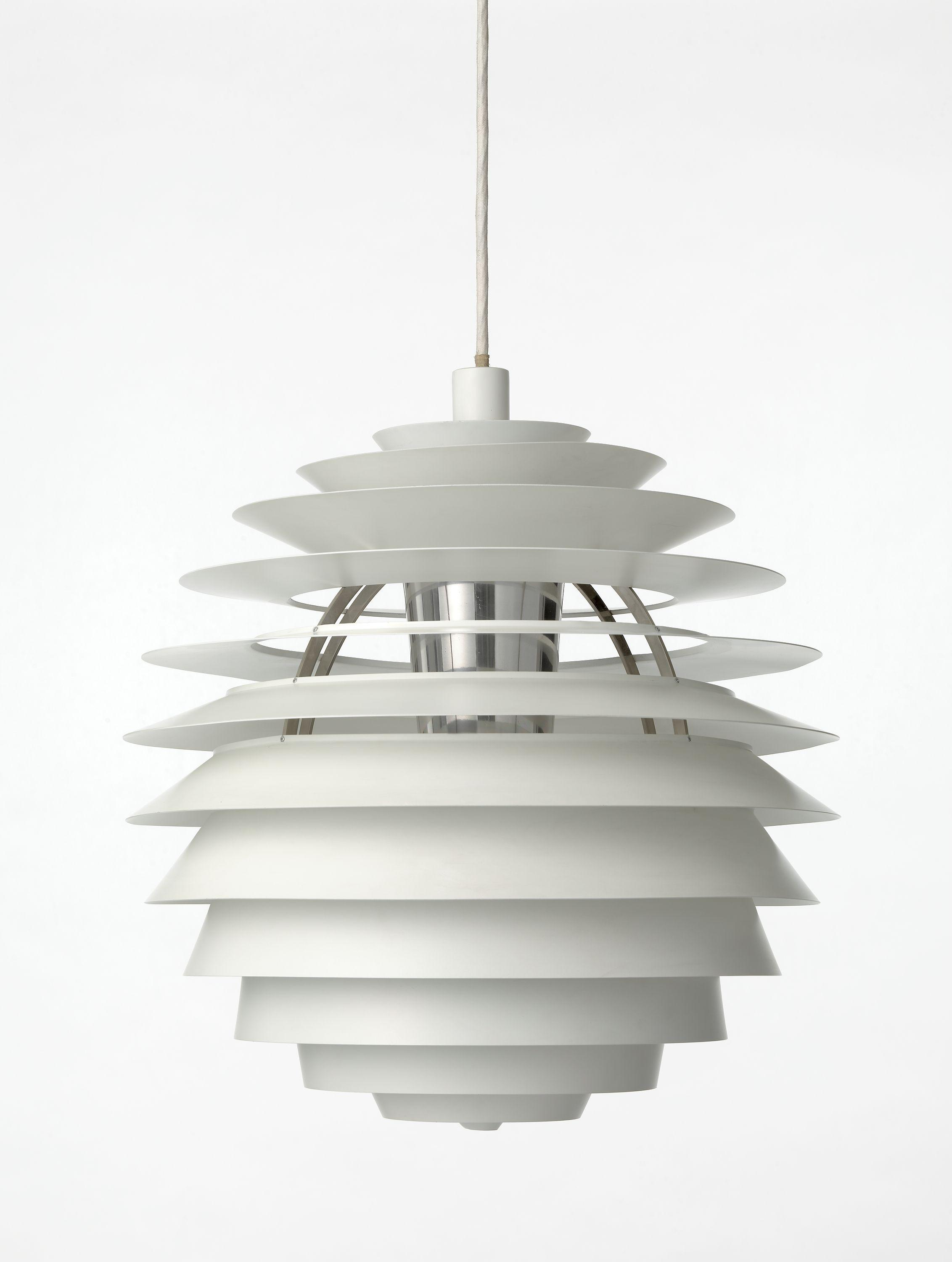
PH Louvre (1957)
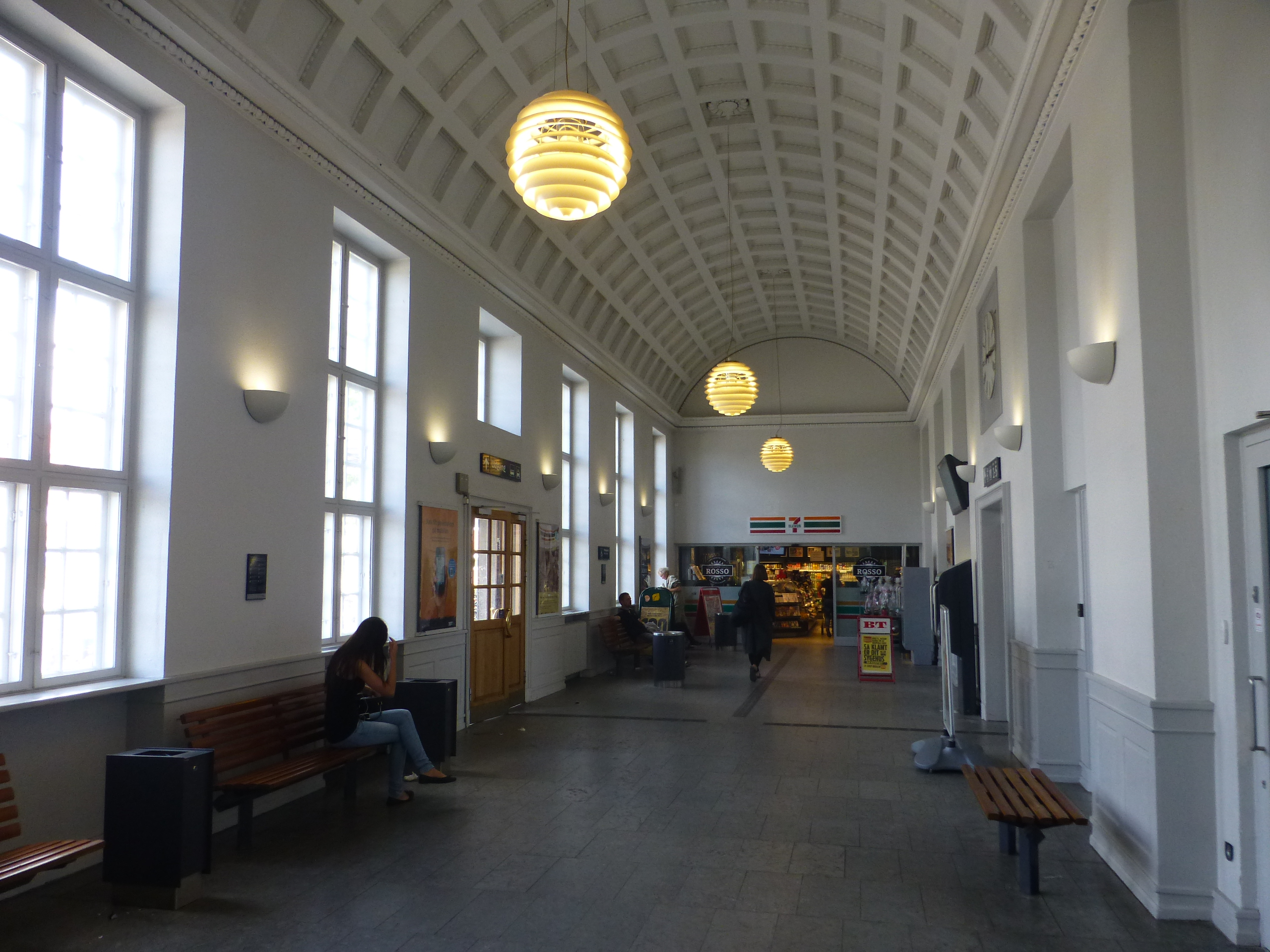
Treinstation van Ringsted met lampen van Poul Henningsen
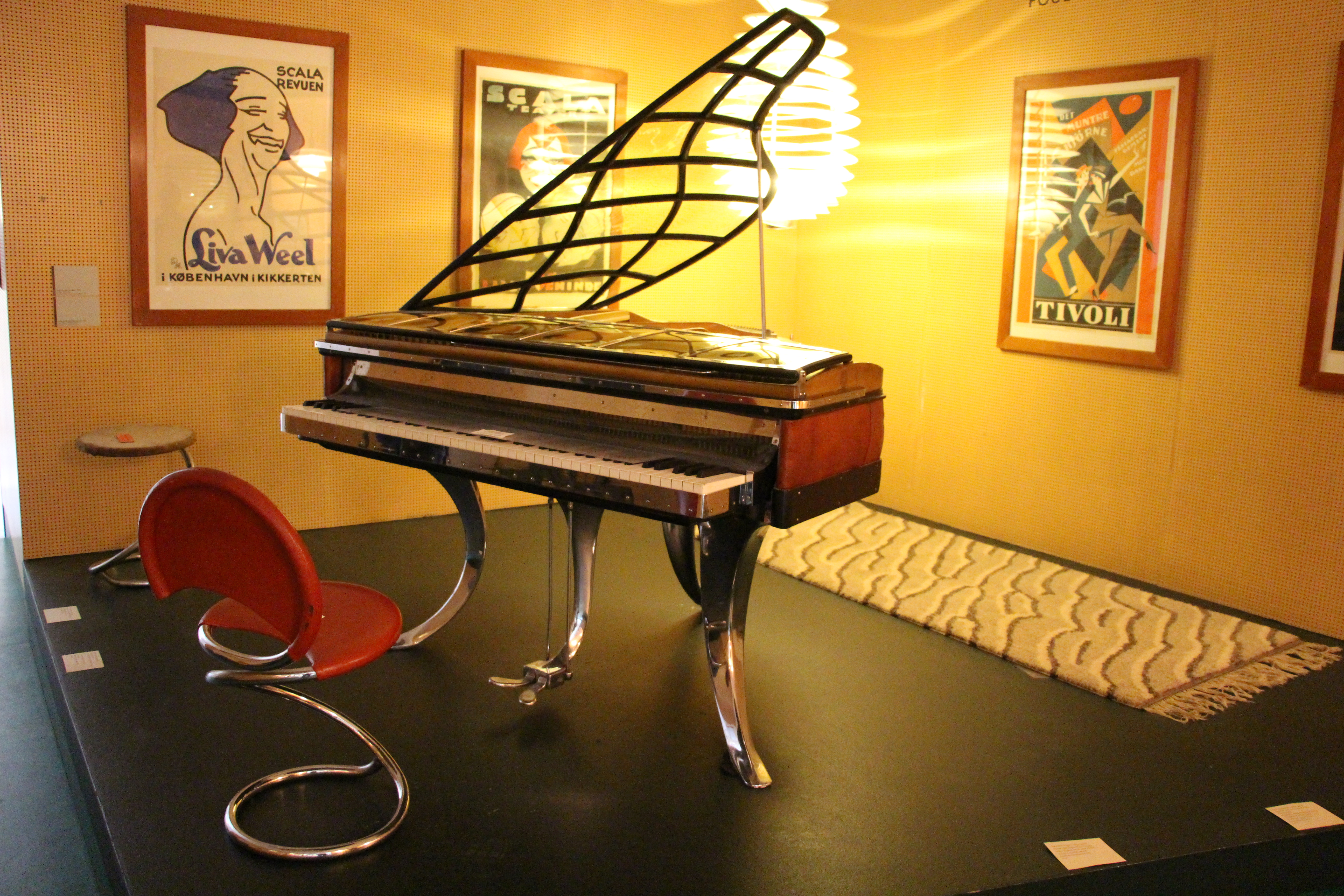
Piano van Poul Henningsen in het Designmuseum Danmark

- Bibsys: 90064509
- Bibliothèque nationale de France: cb12506011d (data)
- CiNii: DA01147070
- Gemeinsame Normdatei: 11897937X
- International Standard Name Identifier: 0000 0000 8103 4667
- KulturNav: 8b07800f-1e3f-4290-a5d7-cf0a790420a1
- Library of Congress Control Number: n81018996
- MusicBrainz: 17bdf9fd-9ee2-40db-8c4b-615658371599
- Bibliotheek van het Japanse parlement: 00522546
- National Gallery of Victoria: 27015
- Nationale Bibliotheek van Tsjechië: xx0330152
- Nationale bibliotheek van Australië: 35786186
- Nationale Bibliotheek van Israël: 987007507966305171
- Nederlandse Thesaurus van Auteursnamen: 072086122
- RKD-Nederlands Instituut voor Kunstgeschiedenis: 289378
- LIBRIS: 241703
- SNAC: w6001z17
- Système universitaire de documentation: 034290044
- Trove: 1087226
- Union List of Artist Names: 500067784
- Virtual International Authority File: 24707359
- WorldCat: E39PBJgxkXcrtQxKJdqVr8HDMP